# Múscul escalè mitjà
El múscul escalè mitjà (musculus scalenus medius) és un dels tres parells de músculs escalens i el més llargs dels tres. És un múscul que s'insereix en el tubercle anterior de la segona a la sisena vèrtebra cervical (CII-CVI) així com en l'apòfisi transversa de la setena vèrtebra cervical (CVII).
Se situa darrere del múscul escalè anterior i arriba fins al canal transvers. El cos muscular, d'origen format per sis llengüetes, es dirigeix cap avall i lateralment. S'insereix en la cara superior de la primera costella per darrere del solc de l'artèria subclàvia i emet un fascicle per la cara superior externa de la segona costella.

## Imatges

Posició del múscul escalè mitjà. Animació.
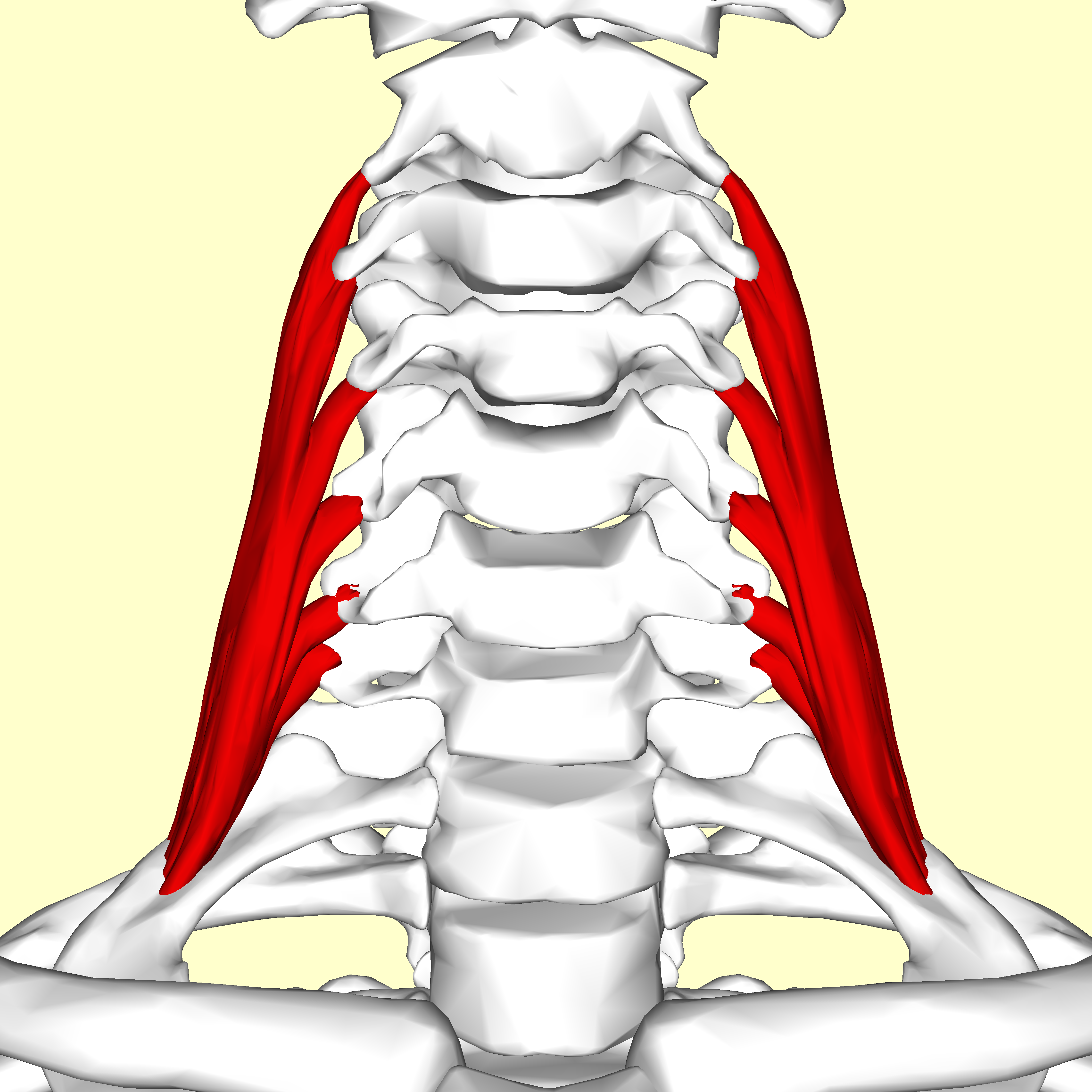
Imatge fixa.
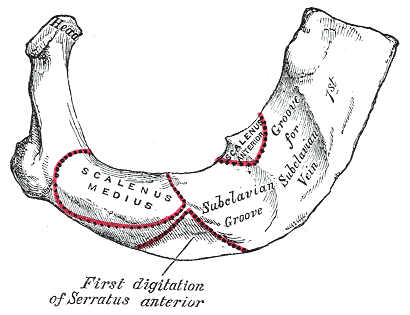
Insercions en la primera costella de la dreta.
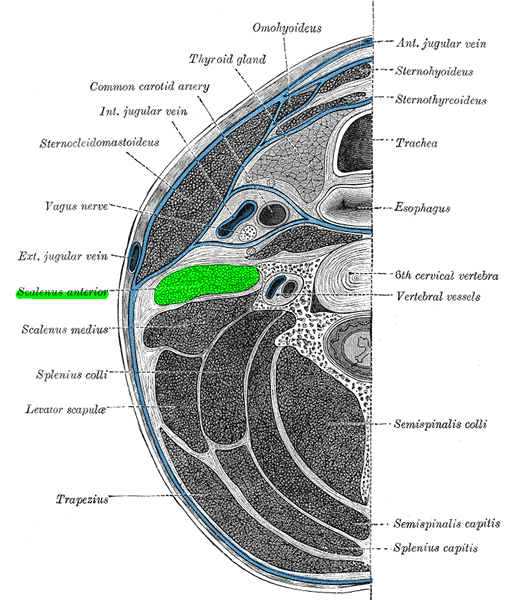
Tall horitzontal del coll (C VI). L'escalè anterior és visible al centre, en verd.
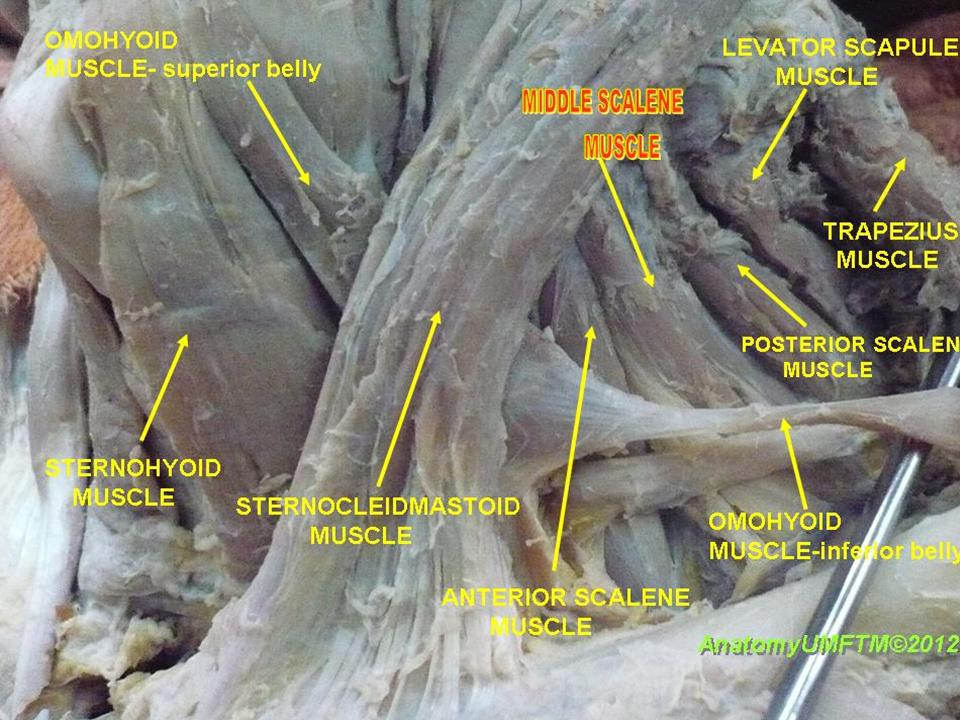
Múscul escalè mitjà
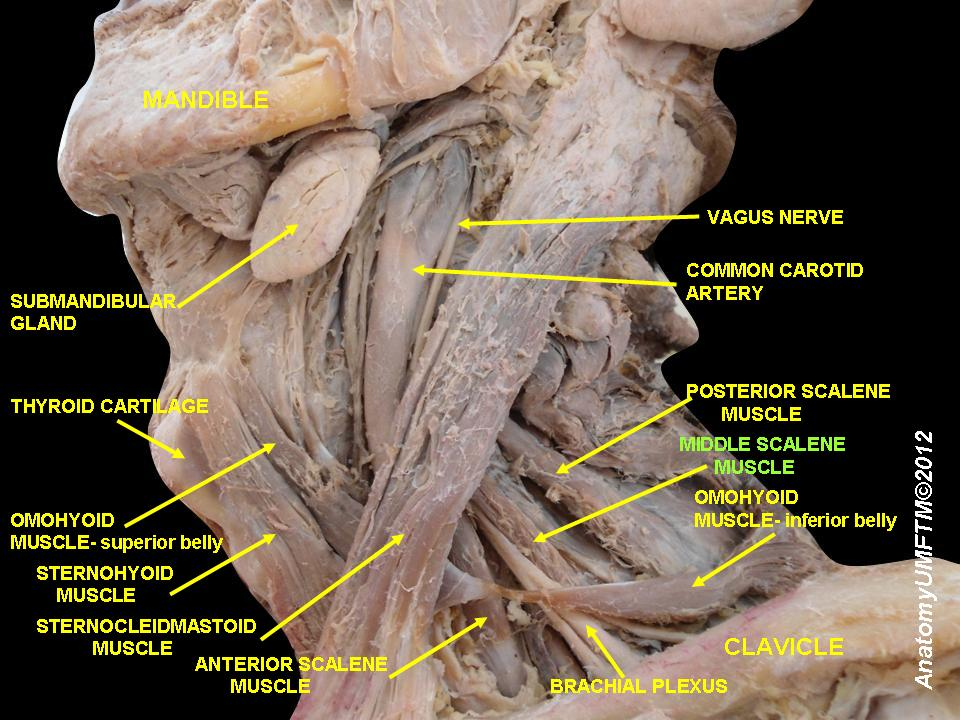
Múscul escalè mitjà